# 시간선호
시간선호(영어: time preference)는 현재의 소비를 더 선호한다는 개념으로 시간선호율이 높다는 것은 현재의 소비를 미래의 소비보다 더 선호한다는 뜻이다.
어빙 피셔의 경우 현재의 소득을 미래소득보다 높이 평가하는 것 또한 시간선호로 보고 이자란 시간선호와 투자된 소득이 미래에 더 큰 소득을 가져다 줄 기대에 대한 결과로 이해했다. 머리 로스바드는 경기변동이론을 설명하기 앞서 경기변동과 경기변화를 구분하여 시간 선호를 경기에 변화를 일으키는 요인 중 하나로 간주했다.

## 이자율과 할인율
현재의 현금은 현재 사용하면 효용을 얻지만 시간이 지난 후에 받는 현금은 현재의 효용을 얻을 수 없으며 미래에 그 현금을 얻으리란 보장또한 없다. 소비나 입수 시기가 연장되는 것 자체가 손실로 인식되므로 손실을 회피하려는 성향의 정도에 따라 미래의 가치가 할인되기도 한다.

### 지수형 할인

투자안 A, B에 대한 지수형 할인 곡선. x축은 시간이며 y축은 효용의 크기이다.

시간적으로 떨어져 발생하는 이익이나 손실의 효용을 할인이라는 개념으로 구할 수 있다. 1937년 폴 새뮤얼슨은 자신의 논문에서 지수형 할인(Discount Utility)를 소개했다. 이전에 사용되었던 어빙 피셔의 무차별 곡선은 시점 간 거래를 표현할 때 기본 척도를 필요로 했지만 새뮤얼슨은 이자율만을 이용하여 식을 만들었다.
이를 일반화 시키면 다음과 같다.
{\displaystyle PV=C\times {\frac {1}{1+r}}}
이때 {\displaystyle PV}는 현재가치(Present Value)이며 {\displaystyle C}는 1년 후 가치이다. {\displaystyle r}은 이자율이며 한 투자안을 선택했을 때 대체투자안의 수익율을 가리키기도 한다. 할인율은 {\displaystyle {\frac {1}{1+r}}}이라 한다. 할인율이 변화하지 않는다는 가정 아래 {\displaystyle t}년 후로 시간을 증가시킬 경우
{\displaystyle PV={\frac {C}{(1+r)^{t}}}=\left[{\frac {C}{1+r}}\right]^{t}}
하지만 이를 계산하는 것은 현실적으로 어려우므로 미리 이를 계산한 표인 현가계수표를 보는 등 현실가치계산법을 이용한다. 이때 이자율 변화를 고려할 경우

### 쌍곡형 할인
로버트 스트로츠는 지수형 할인에 대해 할인율은 지수함수로 나타낼 수 없으며 시간이 흐름에 따라 감소할 수 있다고 주장했다. 세일러가 시간이 흐름에 따라 할인율이 감소할 수도 있다는 것을 실험을 통해 증명했고 여러 학자들이 검증한 결과 할인율이 일정한 경향을 띄고 있음을 증명하였다. 시기가 길어질 수록 할인율은 감소하지만 감소 폭은 점점 줄어든다는 것이었다. 이를 수학적으로 표현했을 때 쌍곡선 함수가 나오기 때문에 쌍곡형 할인이라 한다. 식은 다음과 같다.
{\displaystyle PV={\frac {C}{1+d}}}
이때 {\displaystyle d}는 미래 시간을 의미한다.

## 시간 해석 이론
시간 해석 이론은 쌍곡형 할인에 기반한 이론으로, 사람이 어떤 대상의 가치를 평가할 때에 그 대상을 마음속으로 해석하고 그 해석에 따라 평가나 선호가 결정된다고 주장하는 이론이다. 시간적으로 먼 대상에 대해서는 추상적, 본질적, 특징적인 점에 착안해 해석하고, 시간적으로 가까운 대상에 대해서는 더 구체적이고 표면적, 사소한 점에 주목해 해석한다는 것이다. 그리고 이 둘을 각각 고차원적 해석과 저차원적 해석이라 지칭한다.
저차원적 해석이 사건의 맥락적, 부수적, 일시적인 성격에 대한 해석이라면 고차원적 해석은 저차원적 해석보다 특징적인 부분에 대한 해석이다. 저차원적 해석이 "존은 식당에서 샐리를 밀치려 했다"라고 해석한다면 고차원적 해석은 "존은 공격적이다"라고 해석한다는 것이다.

## 음의 시간선호
1990년 행동경제학자 다니엘 카너먼은 사람들이 당장 더 큰 고통을 느껴야 하더라도 불편함의 기간을 줄이고자 한다는 것을 관찰했다. 고통의 기간을 줄이기 위해선 당장의 더 큰 고통을 감수하려고 하는 성향을 음의 시간선호(negative time preference)라고 한다.

## 같이 보기
- 마시멜로 이야기
- 경기변화
- 시카고 학파